# Tomasz Musiał (malarz)
Tomasz Musiał (ur. 7 grudnia 1974 w Częstochowie) – polski malarz.
Absolwent Liceum Sztuk Plastycznych w Częstochowie. W latach 1994–1995 studiował na Wydziale Wychowania Artystycznego WSP w Częstochowie, a w latach 1995–2000 na Akademii Sztuk Pięknych w Łodzi. Dyplom uzyskał w pracowni prof. Ryszarda Hungera.
Wykładowca rysunku na Wydziale Wzornictwa i Architektury Wnętrz w ASP w Łodzi. W 2010 otrzymał stopień doktora.

## Twórczość/działalność artystyczna
Twórczość w zakresie malarstwa, ale także rysunku i obrazu wideo. Dobór stosowanych przez artystę środków wyrazu jest ściśle związany z intencją treści, co owocuje łatwo rozróżnialnymi cyklami stylistycznymi.
Seria obrazów z lat 2000–2004 pt.: „Ludzie przy stole” nawiązuje do tematu Ostatniej Wieczerzy jak i innych wielkich tematów religijnych. „Biczowanie” to z kolei cykl wykonany opracowaną przez autora techniką biczowania płótna za pomocą skórzanego rzemienia. Prace te inspirowana są wizerunkiem Orła Białego i są w zamierzeniu autora alegorią losu narodu i państwa polskiego. Obrazom towarzyszą dokumentacje wideo prezentujące pełen ekspresji proces twórczy. Ta sama technika została zastosowana też w cyklu „Architektury”, który to cykl jest odzwierciedleniem walki artysty z chorobą nowotworową.
W cyklu „Face to face” prace przybrały charakter asteniczny. Tomasz Musiał wykorzystuje podobieństwo brzmienia pojęć i nazwisk lub identyczną datę urodzin zestawionych bohaterów, aby zaprezentować alegoryczną refleksję m.in. o kondycji sztuki współczesnej.
Malarski cykl obrazów „Fortepian Zimermana” został zainspirowany historią polskiego pianisty Krystiana Zimermana, którego fortepian został skonfiskowany i zniszczony na lotnisku JFK w Nowym Jorku.

## Nagrody i wyróżnienia
W 2006 r. obraz pt. „Whipping” został uhonorowany nagrodą przez Alexander S. Onassis Public Benefit Foundation w Atenach.
Inne nagrody: 
- Festiwal Sztuki Młodych „Przeciąg” w Szczecinie (2009),
- Biennal Sztuki Młodych „Rybie Oko” (2008),
- XII Ogólnopolski Salon Plastyki „EGERIA 2004” (2004),

Laureat stypendium artystycznego Wojewody Częstochowskiego (1992) oraz dwukrotnie Prezydenta Miasta Częstochowy (1999, 2003).

## Wybrane wystawy
- 2001: International Young Art – Sotheby’s – Tel Aviv (Izrael); The Elizabeth Foundation for the Arts – Nowy Jork,
- 2004: Malarstwo, Galeria Sztuki Współczesnej „Wieża Ciśnień”, Konin
- 2004: Malarstwo, Miejska Galeria Sztuki „Galeria Bałucka”, Łódź
- 2005: „Przeklęci w Haus Schwarzenberg”, Galerie Neurotitan, Berlin
- 2008: „Pamiętniki pokolenia tamagochi”, Galeria Klimy Bocheńskiej, Warszawa
- 2010: „Strong man&Strange man”, Miejska Galeria Sztuki 13 Muz, Szczecin
- 2010: Nord Art., Kunst in der Karlshutte, Budelsdorf
- 2010: Moscow Biennale for Young Art, Qui vive?, Moskwa
- 2010: „Architektura PTCL”, Galeria Towarzystwa Zachęty Sztuk Pięknych „Konduktorownia” w Częstochowie
- 2011: Thymós. Sztuka gniewu. Centrum Sztuki Współczesnej Znaki Czasu, Toruń
- 2013: Dezintegracja pozytywna, Miejska Galeria Sztuki Ośrodek Propagandy Sztuki, Łódź